# Герб Ярмолинецького району
Герб Ярмолинецького району — офіційний символ Ярмолинецького району, затверджений 7 квітня 2004 р. рішенням сесії районної ради.

## Опис
Щит скошений справа. На верхньому лазуровому полі золоте шістнадцятипроменеве сонце з людським обличчям; на нижньому зеленому розташовано коло, права половина якого — золотий колосок, а ліва — срібна напівшестерня. У центрі кола терези.